# Liste der Nummer-eins-Hits in Österreich (1993)
Dies ist eine Liste der Nummer-eins-Hits in Österreich im Jahr 1993. Sie basiert auf den wöchentlichen Single- und Albumlisten der österreichischen Charts. Die Singlecharts waren Top-30-Listen, die Albumcharts umfassten 40 Plätze.

## Singles
| ← 1992 ← | Liste der Nummer-eins-Hits in Österreich | Liste der Nummer-eins-Hits in Österreich | Liste der Nummer-eins-Hits in Österreich                                                    | 1994 →                                                         |
| \| Zeitraum \| Wo. ges. \| Interpret \| Titel Autor(en) \| Zusätzliche Informationen \| \| (Zeitraum, Wochen auf Platz eins, Interpret, Titel, Autor[en], zusätzliche Informationen) \| \| \| \| \| \| ----------------------------------------------------------------------------------------- \| -------- \| ---------------------- \| ------------------------------------------------------------------------------------------- \| -------------------------------------------------------------- \| \| 6. Dezember 1992 – 16. Januar 1993 6 Wochen \| 6 \| Die Fantastischen Vier \| Die da!?! Andreas Rieke, Michael B. Schmidt, Thomas Dürr, Michael Beck \| – \| \| 17. Januar 1993 – 23. Januar 1993 1 Woche (insgesamt 2) \| 2 \| Charles & Eddie \| Would I Lie to You? Mick Leeson, Peter Benson Vale \| – \| \| 24. Januar 1993 – 13. Februar 1993 3 Wochen (insgesamt 5) \| 5 \| Whitney Houston \| I Will Always Love You Dolly Parton \| Im Original von Dolly Parton. Aus dem Soundtrack zu Bodyguard. \| \| 14. Februar 1993 – 20. Februar 1993 1 Woche (insgesamt 2) \| 2 \| Charles & Eddie \| Would I Lie to You? Mick Leeson, Peter Benson Vale \| – \| \| 21. Februar 1993 – 6. März 1993 2 Wochen (insgesamt 5) \| 5 \| Whitney Houston \| I Will Always Love You Dolly Parton \| – \| \| 7. März 1993 – 27. März 1993 3 Wochen \| 3 \| 2 Unlimited \| No Limit Musik: Jean-Paul Coster, Phil Wilde; Text: Anita D. Dels, Raymond Slijngaard \| – \| \| 28. März 1993 – 8. Mai 1993 6 Wochen \| 6 \| Ace of Base \| All That She Wants Jenny Berggren, Malin Berggren, Jonas Berggren, Ulf Ekberg \| – \| \| 9. Mai 1993 – 10. Juli 1993 9 Wochen \| 9 \| Haddaway \| What Is Love Musik: Dee Dee Halligan; Text: Junior Torello \| – \| \| 11. Juli 1993 – 17. Juli 1993 1 Woche \| 1 \| Culture Beat \| Mr. Vain Musik: Nosie Katzmann, Stephan Zick; Text: Nosie Katzmann, Jay Supreme \| – \| \| 18. Juli 1993 – 14. August 1993 4 Wochen \| 4 \| UB40 \| (I Can’t Help) Falling in Love with You Luigi Creatore, Hugo E. Peretti, George David Weiss \| Im Original für Elvis Presley (1961) geschrieben. \| \| 15. August 1993 – 13. November 1993 13 Wochen \| 13 \| 4 Non Blondes \| What’s Up? Linda Perry \| – \| \| 14. November 1993 – 5. Februar 1994 12 Wochen \| 12 \| Meat Loaf \| I’d Do Anything for Love (But I Won’t Do That) Jim Steinman \| – \| |                                          |                                          |                                                                                             |                                                                |
| ← 1992 |                                          |                                          |                                                                                             | → 1994 →                                                       |
| Zeitraum | Wo. ges.                                 | Interpret                                | Titel Autor(en)                                                                             | Zusätzliche Informationen                                      |
| (Zeitraum, Wochen auf Platz eins, Interpret, Titel, Autor[en], zusätzliche Informationen) |                                          |                                          |                                                                                             |                                                                |
| 6. Dezember 1992 – 16. Januar 1993 6 Wochen | 6                                        | Die Fantastischen Vier                   | Die da!?! Andreas Rieke, Michael B. Schmidt, Thomas Dürr, Michael Beck                      | –                                                              |
| 17. Januar 1993 – 23. Januar 1993 1 Woche (insgesamt 2) | 2                                        | Charles & Eddie                          | Would I Lie to You? Mick Leeson, Peter Benson Vale                                          | –                                                              |
| 24. Januar 1993 – 13. Februar 1993 3 Wochen (insgesamt 5) | 5                                        | Whitney Houston                          | I Will Always Love You Dolly Parton                                                         | Im Original von Dolly Parton. Aus dem Soundtrack zu Bodyguard. |
| 14. Februar 1993 – 20. Februar 1993 1 Woche (insgesamt 2) | 2                                        | Charles & Eddie                          | Would I Lie to You? Mick Leeson, Peter Benson Vale                                          | –                                                              |
| 21. Februar 1993 – 6. März 1993 2 Wochen (insgesamt 5) | 5                                        | Whitney Houston                          | I Will Always Love You Dolly Parton                                                         | –                                                              |
| 7. März 1993 – 27. März 1993 3 Wochen | 3                                        | 2 Unlimited                              | No Limit Musik: Jean-Paul Coster, Phil Wilde; Text: Anita D. Dels, Raymond Slijngaard       | –                                                              |
| 28. März 1993 – 8. Mai 1993 6 Wochen | 6                                        | Ace of Base                              | All That She Wants Jenny Berggren, Malin Berggren, Jonas Berggren, Ulf Ekberg               | –                                                              |
| 9. Mai 1993 – 10. Juli 1993 9 Wochen | 9                                        | Haddaway                                 | What Is Love Musik: Dee Dee Halligan; Text: Junior Torello                                  | –                                                              |
| 11. Juli 1993 – 17. Juli 1993 1 Woche | 1                                        | Culture Beat                             | Mr. Vain Musik: Nosie Katzmann, Stephan Zick; Text: Nosie Katzmann, Jay Supreme             | –                                                              |
| 18. Juli 1993 – 14. August 1993 4 Wochen | 4                                        | UB40                                     | (I Can’t Help) Falling in Love with You Luigi Creatore, Hugo E. Peretti, George David Weiss | Im Original für Elvis Presley (1961) geschrieben.              |
| 15. August 1993 – 13. November 1993 13 Wochen | 13                                       | 4 Non Blondes                            | What’s Up? Linda Perry                                                                      | –                                                              |
| 14. November 1993 – 5. Februar 1994 12 Wochen | 12                                       | Meat Loaf                                | I’d Do Anything for Love (But I Won’t Do That) Jim Steinman                                 | –                                                              |

## Alben
| ← 1992 ← | Liste der Nummer-eins-Alben in Österreich | Liste der Nummer-eins-Alben in Österreich       | Liste der Nummer-eins-Alben in Österreich | 1994 → |
| \| Zeitraum \| Wo. ges. \| Interpret \| Titel \| Zusätzliche Informationen \| \| (Zeitraum, Wochen auf Platz eins, Interpret, Titel, zusätzliche Informationen) \| \| \| \| \| \| ------------------------------------------------------------------------------ \| -------- \| ----------------------------------------------- \| ---------------------------------------- \| ------------------------------------------------------------------------------------------------------------------------------------------------------------------------------------------------------------------------- \| \| 20. Dezember 1992 – 2. Januar 1993 2 Wochen (insgesamt 7) \| 7 \| ABBA \| Gold – Greatest Hits \| Für ABBA war es das dritte Nummer-eins-Album in den österreichischen Charts. \| \| 3. Januar 1993 – 23. Januar 1993 3 Wochen (insgesamt 4) \| 4 \| Hubert von Goisern und die Original Alpinkatzen \| Aufgeigen stått niederschiassen \| Aufgeigen stått niederschiassen war das erste Nummer-eins-Album für den österreichischen Liedermacher. \| \| 24. Januar 1993 – 27. März 1993 9 Wochen \| 9 \| Whitney Houston \| The Bodyguard: Original Soundtrack Album \| – \| \| 28. März 1993 – 10. April 1993 2 Wochen (insgesamt 3) \| 3 \| Papermoon \| Tell Me a Poem \| Das Debütalbum des Duos Papermoon erreichte aus dem Stand Platz 1 der österreichischen Charts, einen Erfolg, an den Edina Thalhammer und Christof Straub trotz weiterer erfolgreicher Alben nicht mehr anknüpfen konnten. \| \| 11. April 1993 – 17. April 1993 1 Woche (insgesamt 2) \| 2 \| Depeche Mode \| Songs of Faith and Devotion \| – \| \| 18. April 1993 – 24. April 1993 1 Woche \| 1 \| Sting \| Ten Summoner’s Tales \| – \| \| 25. April 1993 – 1. Mai 1993 1 Woche (insgesamt 2) \| 2 \| Depeche Mode \| Songs of Faith and Devotion \| – \| \| 2. Mai 1993 – 8. Mai 1993 1 Woche (insgesamt 3) \| 3 \| Papermoon \| Tell Me a Poem \| – \| \| 9. Mai 1993 – 19. Juni 1993 6 Wochen (insgesamt 7) \| 7 \| Alexander Bisenz \| Gnadenlos \| – \| \| 20. Juni 1993 – 3. Juli 1993 2 Wochen \| 2 \| Dire Straits \| On the Night (live) \| – \| \| 4. Juli 1993 – 10. Juli 1993 1 Woche (insgesamt 7) \| 7 \| Alexander Bisenz \| Gnadenlos \| – \| \| 11. Juli 1993 – 17. Juli 1993 1 Woche \| 1 \| Eros Ramazzotti \| Tutte storie \| – \| \| 18. Juli 1993 – 14. August 1993 4 Wochen \| 4 \| U2 \| Zooropa \| – \| \| 15. August 1993 – 23. Oktober 1993 10 Wochen \| 10 \| 4 Non Blondes \| Bigger, Better, Faster, More! \| – \| \| 24. Oktober 1993 – 30. Oktober 1993 1 Woche (insgesamt 3) \| 3 \| Rainhard Fendrich \| Brüder \| – \| \| 31. Oktober 1993 – 6. November 1993 1 Woche (insgesamt 2) \| 2 \| Die Ärzte \| Die Bestie in Menschengestalt \| – \| \| 7. November 1993 – 13. November 1993 1 Woche (insgesamt 3) \| 3 \| Rainhard Fendrich \| Brüder \| – \| \| 14. November 1993 – 20. November 1993 1 Woche (insgesamt 2) \| 2 \| Die Ärzte \| Die Bestie in Menschengestalt \| – \| \| 21. November 1993 – 27. November 1993 1 Woche (insgesamt 3) \| 3 \| Rainhard Fendrich \| Brüder \| – \| \| 28. November 1993 – 4. Dezember 1993 1 Woche (insgesamt 3) \| 3 \| Phil Collins \| Both Sides \| – \| \| 5. Dezember 1993 – 11. Dezember 1993 1 Woche \| 1 \| Meat Loaf \| Bat Out of Hell II: Back into Hell \| – \| \| 12. Dezember 1993 – 25. Dezember 1993 2 Wochen (insgesamt 3) \| 3 \| Phil Collins \| Both Sides \| – \| \| 26. Dezember 1993 – 8. Januar 1994 2 Wochen \| 2 \| Elton John \| Duets \| – \| |                                           |                                                 |                                           | |
| ← 1992 |                                           |                                                 |                                           | → 1994 → |
| Zeitraum | Wo. ges.                                  | Interpret                                       | Titel                                     | Zusätzliche Informationen |
| (Zeitraum, Wochen auf Platz eins, Interpret, Titel, zusätzliche Informationen) |                                           |                                                 |                                           | |
| 20. Dezember 1992 – 2. Januar 1993 2 Wochen (insgesamt 7) | 7                                         | ABBA                                            | Gold – Greatest Hits                      | Für ABBA war es das dritte Nummer-eins-Album in den österreichischen Charts. |
| 3. Januar 1993 – 23. Januar 1993 3 Wochen (insgesamt 4) | 4                                         | Hubert von Goisern und die Original Alpinkatzen | Aufgeigen stått niederschiassen           | Aufgeigen stått niederschiassen war das erste Nummer-eins-Album für den österreichischen Liedermacher. |
| 24. Januar 1993 – 27. März 1993 9 Wochen | 9                                         | Whitney Houston                                 | The Bodyguard: Original Soundtrack Album  | – |
| 28. März 1993 – 10. April 1993 2 Wochen (insgesamt 3) | 3                                         | Papermoon                                       | Tell Me a Poem                            | Das Debütalbum des Duos Papermoon erreichte aus dem Stand Platz 1 der österreichischen Charts, einen Erfolg, an den Edina Thalhammer und Christof Straub trotz weiterer erfolgreicher Alben nicht mehr anknüpfen konnten. |
| 11. April 1993 – 17. April 1993 1 Woche (insgesamt 2) | 2                                         | Depeche Mode                                    | Songs of Faith and Devotion               | – |
| 18. April 1993 – 24. April 1993 1 Woche | 1                                         | Sting                                           | Ten Summoner’s Tales                      | – |
| 25. April 1993 – 1. Mai 1993 1 Woche (insgesamt 2) | 2                                         | Depeche Mode                                    | Songs of Faith and Devotion               | – |
| 2. Mai 1993 – 8. Mai 1993 1 Woche (insgesamt 3) | 3                                         | Papermoon                                       | Tell Me a Poem                            | – |
| 9. Mai 1993 – 19. Juni 1993 6 Wochen (insgesamt 7) | 7                                         | Alexander Bisenz                                | Gnadenlos                                 | – |
| 20. Juni 1993 – 3. Juli 1993 2 Wochen | 2                                         | Dire Straits                                    | On the Night (live)                       | – |
| 4. Juli 1993 – 10. Juli 1993 1 Woche (insgesamt 7) | 7                                         | Alexander Bisenz                                | Gnadenlos                                 | – |
| 11. Juli 1993 – 17. Juli 1993 1 Woche | 1                                         | Eros Ramazzotti                                 | Tutte storie                              | – |
| 18. Juli 1993 – 14. August 1993 4 Wochen | 4                                         | U2                                              | Zooropa                                   | – |
| 15. August 1993 – 23. Oktober 1993 10 Wochen | 10                                        | 4 Non Blondes                                   | Bigger, Better, Faster, More!             | – |
| 24. Oktober 1993 – 30. Oktober 1993 1 Woche (insgesamt 3) | 3                                         | Rainhard Fendrich                               | Brüder                                    | – |
| 31. Oktober 1993 – 6. November 1993 1 Woche (insgesamt 2) | 2                                         | Die Ärzte                                       | Die Bestie in Menschengestalt             | – |
| 7. November 1993 – 13. November 1993 1 Woche (insgesamt 3) | 3                                         | Rainhard Fendrich                               | Brüder                                    | – |
| 14. November 1993 – 20. November 1993 1 Woche (insgesamt 2) | 2                                         | Die Ärzte                                       | Die Bestie in Menschengestalt             | – |
| 21. November 1993 – 27. November 1993 1 Woche (insgesamt 3) | 3                                         | Rainhard Fendrich                               | Brüder                                    | – |
| 28. November 1993 – 4. Dezember 1993 1 Woche (insgesamt 3) | 3                                         | Phil Collins                                    | Both Sides                                | – |
| 5. Dezember 1993 – 11. Dezember 1993 1 Woche | 1                                         | Meat Loaf                                       | Bat Out of Hell II: Back into Hell        | – |
| 12. Dezember 1993 – 25. Dezember 1993 2 Wochen (insgesamt 3) | 3                                         | Phil Collins                                    | Both Sides                                | – |
| 26. Dezember 1993 – 8. Januar 1994 2 Wochen | 2                                         | Elton John                                      | Duets                                     | – |

## Jahreshitparaden
| ← 1992 ← | Liste der Nummer-eins-Hits in Österreich | Liste der Nummer-eins-Hits in Österreich                               | Liste der Nummer-eins-Hits in Österreich | 1994 →   |
| \| Singles \| Position# \| Alben \| \| ------------------------------------------------------------------------------------------------- \| --------- \| ---------------------------------------------------------------------- \| \| What’s Up? 4 Non Blondes Linda Perry \| 1 \| The Bodyguard: Original Soundtrack Album Whitney Houston \| \| All That She Wants Ace of Base Jenny Berggren, Malin Berggren, Jonas Berggren, Ulf Ekberg \| 2 \| Bigger, Better, Faster, More! 4 Non Blondes \| \| What Is Love Haddaway Musik: Dee Dee Halligan; Text: Junior Torello \| 3 \| Keep the Faith Bon Jovi \| \| No Limit 2 Unlimited Musik: Jean-Paul Coster, Phil Wilde; Text: Anita D. Dels, Raymond Slijngaard \| 4 \| Aufgeigen stått niederschiassen Hubert von Goisern und die Alpinkatzen \| \| (I Can’t Help) Falling in Love with You UB40 Luigi Creatore, Hugo E. Peretti, George David Weiss \| 5 \| Tell Me a Poem Papermoon \| \| Would I Lie to You? Charles & Eddie Mike Leeson, Peter Vale \| 6 \| ABBA Gold – Greatest Hits ABBA \| \| Living on My Own Freddy Mercury \| 7 \| Unplugged Eric Clapton \| \| I Will Always Love You Whitney Houston Dolly Parton \| 8 \| Happy Nation Ace of Base \| \| Informer Snow Edmond Leary, Darrin O’Brien, Shawn Moltke, Terri Moltke, Jeffrey Silva \| 9 \| Zooropa U2 \| \| Mr. Vain Culture Beat Steven Levis, Nosie Katzmann, Jay Supreme \| 10 \| Wandering Spirit Mick Jagger \| |                                          |                                                                        |                                          |          |
| ← 1992 |                                          |                                                                        |                                          | → 1994 → |
| Singles | Position#                                | Alben                                                                  |                                          |          |
| What’s Up? 4 Non Blondes Linda Perry | 1                                        | The Bodyguard: Original Soundtrack Album Whitney Houston               |                                          |          |
| All That She Wants Ace of Base Jenny Berggren, Malin Berggren, Jonas Berggren, Ulf Ekberg | 2                                        | Bigger, Better, Faster, More! 4 Non Blondes                            |                                          |          |
| What Is Love Haddaway Musik: Dee Dee Halligan; Text: Junior Torello | 3                                        | Keep the Faith Bon Jovi                                                |                                          |          |
| No Limit 2 Unlimited Musik: Jean-Paul Coster, Phil Wilde; Text: Anita D. Dels, Raymond Slijngaard | 4                                        | Aufgeigen stått niederschiassen Hubert von Goisern und die Alpinkatzen |                                          |          |
| (I Can’t Help) Falling in Love with You UB40 Luigi Creatore, Hugo E. Peretti, George David Weiss | 5                                        | Tell Me a Poem Papermoon                                               |                                          |          |
| Would I Lie to You? Charles & Eddie Mike Leeson, Peter Vale | 6                                        | ABBA Gold – Greatest Hits ABBA                                         |                                          |          |
| Living on My Own Freddy Mercury | 7                                        | Unplugged Eric Clapton                                                 |                                          |          |
| I Will Always Love You Whitney Houston Dolly Parton | 8                                        | Happy Nation Ace of Base                                               |                                          |          |
| Informer Snow Edmond Leary, Darrin O’Brien, Shawn Moltke, Terri Moltke, Jeffrey Silva | 9                                        | Zooropa U2                                                             |                                          |          |
| Mr. Vain Culture Beat Steven Levis, Nosie Katzmann, Jay Supreme | 10                                       | Wandering Spirit Mick Jagger                                           |                                          |          |